# Медведица Альберта
Медведица альбертская (Dodia albertae) — бабочка из семейства медведиц. Названа по канадскому штату Альберта, где впервые была собрана из Alberta, Calgary, head of Pine Creek.

## Описание
Размах крыльев 25—30 мм. Крылья серого цвета, слегка прозрачные. Рисунок на крыльях более отчетливо выражен у самок.

## Ареал
Вид распространён на Полярном Урале, Южном Ямале, горах Восточной Сибири (Якутия, Иркутская,
Магаданская и Амурская области), Аляска и Канада на восток до Квебека. Встречается редко.

## Биология
Обитает в кустарниковых и щебнистых тундрах. Время лёта бабочек в середине июля. Период лёта продолжается всего несколько дней. Ведут ночной образ жизни, максимум лёта отмечается с 3 до 5 часов ночи.